# بات هانان
بات هانان (بالإنجليزية: Pat Hannan)‏ هو مجدف نيوزيلندي، (ولد في ويلينغتون في نيوزيلندا 1886  م).